# اسبربنک سی‌آی‌بی
اسبربنک سی‌آی‌بی (انگلیسی: Sberbank CIB) شرکت خدمات مالی روسی است، که در سال ۱۹۹۱ توسط اسبربانک تأسیس شد.